# Tillandsia weberi
Tillandsia weberi là một loài thuộc chi Tillandsia. Đây là loài đặc hữu của México.